# Procédure d'adhésion du Monténégro à l'Union européenne
Le Monténégro a déposé sa candidature d'adhésion à l'Union européenne le 15 décembre 2008 en France. Le statut de candidat officiel lui est accordé en décembre 2010 par le Conseil européen, soit 2 ans après sa demande.
Le pays est issu de la séparation en 2006 de la Serbie-et-Monténégro en deux États indépendants, le Monténégro et la Serbie, également candidate à l'adhésion. Après l'adhésion de la Slovénie (2004) et de la Croatie (2013) à l'Union européenne ainsi que la demande faite par la Macédoine du Nord, le Monténégro est le quatrième pays issu du démembrement de la Yougoslavie à avoir fait une demande d'adhésion auprès de l'Union.

## Historique

### Situation initiale
La coopération institutionnelle en vue d'une adhésion du Monténégro à l'Union européenne commence par la signature le 15 octobre 2007 d'un Accord de stabilisation et d'association. Celui-ci entre en vigueur le 1er mai 2010.

### Dépôt de candidature
Le 15 décembre 2008, le Monténégro dépose sa demande officielle de candidature à l'adhésion à l'Union européenne.

### Statut de candidat
Le 9 novembre 2010, la Commission européenne estime que le Monténégro a fait des progrès significatifs, et propose que lui soit accordé le statut de candidat à l’adhésion. Le Conseil européen qui représente les États membres approuve cette proposition le 17 décembre 2010 et donne au Monténégro le statut officiel de candidat, ce qui signifie que des négociations d'adhésion vont pouvoir être ouvertes. Le Président du Parlement monténégrin Ranko Krivokapic déclare : « Cela constitue une grande récompense, avec une obligation encore plus grande. »
Le 9 mars 2011, le Parlement européen adopte une résolution rédigée par le député conservateur Charles Tannock. Le Parlement se félicite de l'octroi du statut officiel de candidat, et espère que les négociations d'adhésion pourront être ouvertes rapidement ; le rapporteur déclare : « Le Monténégro devrait être jugé uniquement sur le mérite, les faits et les réalisations. » Le Parlement salue les efforts du gouvernement de Igor Lukšić pour adopter la législation nécessaire, mais il insiste sur l'importance de renforcer les capacités administratives du pays pour appliquer effectivement ces règles. Plusieurs problèmes sont à cet égard soulevés :
- La corruption qui reste « très répandue dans de nombreux domaines » et « constitue un grave problème », notamment dans les secteurs de la construction, de la privatisation et des marchés publics. Le Parlement précise que le cadre juridique de lutte contre le crime organisé s'est amélioré, mais que sa mise en œuvre fait encore défaut.
- La criminalité organisée et surtout « le blanchiment d'argent et la contrebande, [qui] posent toujours problème ». Le Parlement souligne la nécessité d'améliorer la coopération entre les différents organes répressifs nationaux, européens et internationaux.
- La situation des minorités. Le Parlement se félicite des bonnes relations interethniques, qui constituent « une base solide sur laquelle bâtir le processus de paix dans [la] région », mais que certaines minorités, notamment les communautés rom, ashkali et égyptienne, « sont toujours confrontées à des problèmes de discrimination fréquente. »

### Ouverture des négociations
Le 12 octobre 2011, la Commission a rendu un avis favorable sur l'ouverture des négociations d'adhésion.
Lors du Conseil européen du 9 décembre 2011, Herman Van Rompuy annonce l'ouverture des négociations pour l'été 2012.

### Chronologie
| Date             | Évènement |
| ---------------- | --- |
| 15 octobre 2007  | Le Monténégro signe un accord de stabilisation et d'association. |
| 15 décembre 2008 | Candidature à l'adhésion à l'Union déposée. |
| 12 avril 2010    | Le Monténégro soumet ses réponses au questionnaire de la Commission. |
| 9 novembre 2010  | La Commission européenne donne un avis positif aux réponses du questionnaire réalisé. |
| 17 décembre 2010 | Le Monténégro reçoit le statut de candidat officiel. |
| 12 octobre 2011  | Avis favorable de la Commission sur l'ouverture des négociations d'adhésion. |
| 26 juin 2012     | Les ministres des Affaires étrangères de l'Union européenne demandent l'ouverture des négociations. |
| 29 juin 2012     | Le Conseil européen approuve l'ouverture des négociations. |
| 29 juin 2012     | Ouverture des négociations d'adhésion. |
| 18 décembre 2012 | Ouverture et fermeture du chapitre 25 « Science & recherche ». |
| 15 avril 2013    | Ouverture et fermeture du chapitre 26 « Éducation & culture ». |
| 18 décembre 2013 | Ouverture des chapitres 5 « Marchés publics », 6 « Droit des sociétés », 20 « Politique d’entreprise et politique industrielle », 23 « Appareil judiciaire & droits fondamentaux » et 24 « Justice, liberté & sécurité ». |
| 31 mars 2014     | Ouverture des chapitres 7 « Droits de propriété intellectuelle » et 10 « Société de l'information & médias ». |
| 24 juin 2014     | Ouverture des chapitres 4 « Libre circulation des capitaux », 31 « Politique étrangère, de sécurité et de défense » et 32 « Contrôle financier ». |
| 16 décembre 2014 | Ouverture des chapitres 18 « Statistiques », 28 « Protection des consommateurs et de la santé », 29 « Union douanière » et 33 « Dispositions financières et budgétaires ». |
| 30 mars 2015     | Ouverture des chapitres 16 « Fiscalité » et 30 « Relations extérieures ». |
| 22 juin 2015     | Ouverture des chapitres 9 « Services financiers » et 21 « Réseaux transeuropéens ». |
| 21 décembre 2015 | Ouverture des chapitres 14 « Politique des transports » et 15 « Énergie ». |
| 30 juin 2016     | Ouverture des chapitres 12 « Sécurité alimentaire, politique vétérinaire et phytosanitaire » et 13 « Pêche ». |
| 13 décembre 2016 | Ouverture des chapitres 11 « Agriculture et développement rural » et 19 « Politique sociale et l'emploi ». |
| 20 juin 2017     | Ouverture des chapitres 1 « Libre circulation des biens » et 22 « Politique régionale et coordination des instruments structurels ». Fermeture provisoire du chapitre 30 « Relations extérieures ». |
| 11 décembre 2017 | Ouverture des chapitres 2 « Liberté des travailleurs » et 3 « Droit d'établissement et libre prestation de services ». |
| 25 juin 2018     | Ouverture du chapitre 17 « Politique économique et monétaire ». |
| 10 décembre 2018 | Ouverture du chapitre 27 « Environnement ». |
| 30 juin 2020     | Ouverture du chapitre 8 « Politique de la concurrence ». |
| 26 juin 2024     | Seizième conférence d'adhésion, le Monténégro a atteint les critères provisoires (Interim Benchmark Assessment Report, IBAR) concernant les chapitres 23 et 24. Cela permet d'entamer le processus de clôture des chapitres des négociations d'adhésion. L'UE a fixé les critères pour la clôture provisoire des chapitres 23 et 24. |
| 16 décembre 2024 | Dix-septième conférence d'adhésion : fermeture provisoire des chapitres 7 « Droits de propriété intellectuelle », 10 « Société de l’information et médias » et 20 « Politique d’entreprise et politique industrielle ». |
| 27 juin 2025     | Vingt-troisième conférence d'adhésion, fermeture du chapitre 5 « Marchés publics ». |

## État des négociations

### Acquis communautaire
| Chapitres de l'acquis                                               | Évaluation initiale de la Commission    | Début de l'examen analytique | Fin de l'examen analytique | Ouverture du chapitre | Clôture du chapitre |
| ------------------------------------------------------------------- | --------------------------------------- | ---------------------------- | -------------------------- | --------------------- | ------------------- |
| 1. Libre circulation des biens                                      | Efforts considérables nécessaires       | 17 janvier 2013              | 6 mars 2013                | 20 juin 2017          | –                   |
| 2. Libre circulation des travailleurs                               | Efforts plus approfondis nécessaires    | 7 juin 2013                  | 7 juin 2013                | 11 décembre 2017      | –                   |
| 3. Droit d’établissement et libre prestation de services            | Efforts plus approfondis nécessaires    | 23 octobre 2012              | 30 novembre 2012           | 11 décembre 2017      | –                   |
| 4. Libre circulation des capitaux                                   | Efforts plus approfondis nécessaires    | 18 janvier 2013              | 21 février 2013            | 24 juin 2014          | –                   |
| 5. Marchés publics                                                  | Efforts plus approfondis nécessaires    | 20 septembre 2012            | 19 novembre 2012           | 18 décembre 2013      | 27 juin 2025        |
| 6. Droit des sociétés                                               | Efforts plus approfondis nécessaires    | 2 octobre 2012               | 22 novembre 2012           | 18 décembre 2013      | –                   |
| 7. Droits de propriété intellectuelle                               | Efforts considérables nécessaires       | 11 octobre 2012              | 21 novembre 2012           | 31 mars 2014          | 16 décembre 2024    |
| 8. Politique de la concurrence                                      | Efforts plus approfondis nécessaires    | 5 octobre 2012               | 4 décembre 2012            | 30 juin 2020          | –                   |
| 9. Services financiers                                              | Efforts plus approfondis nécessaires    | 17 avril 2013                | 11 juin 2013               | 22 juin 2015          | –                   |
| 10. Société de l'information et médias                              | Efforts plus approfondis nécessaires    | 21 janvier 2013              | 22 janvier 2013            | 31 mars 2014          | 16 décembre 2024    |
| 11. Agriculture et développement rural                              | Efforts considérables nécessaires       | 6 novembre 2012              | 13 décembre 2012           | 13 décembre 2016      | –                   |
| 12. Sécurité alimentaire, politique vétérinaire et phytosanitaire   | Efforts considérables nécessaires       | 16 octobre 2012              | 1er février 2013           | 30 juin 2016          | –                   |
| 13. Pêche                                                           | Efforts considérables nécessaires       | 14 mars 2013                 | 6 juin 2013                | 30 juin 2016          | –                   |
| 14. Politique des transports                                        | Efforts plus approfondis nécessaires    | 22 avril 2013                | 30 mai 2013                | 21 décembre 2015      | –                   |
| 15. Énergie                                                         | Efforts plus approfondis nécessaires    | 27 février 2013              | 11 avril 2013              | 21 décembre 2015      | –                   |
| 16. Fiscalité                                                       | Aucune difficulté majeure attendue      | 8 avril 2013                 | 30 avril 2013              | 30 mars 2015          | –                   |
| 17. Politique économique et monétaire                               | Efforts plus approfondis nécessaires    | 25 février 2013              | 25 février 2013            | 25 juin 2018          | –                   |
| 18. Statistiques                                                    | Efforts considérables nécessaires       | 3 juin 2013                  | 25 juin 2013               | 16 décembre 2014      | –                   |
| 19. Politique sociale et emploi                                     | Efforts considérables nécessaires       | 23 janvier 2013              | 13 mars 2013               | 13 decembre 2016      | –                   |
| 20. Politique d'entreprise et politique industrielle                | Aucune difficulté majeure attendue      | 25 octobre 2012              | 28 novembre 2012           | 18 décembre 2013      | 16 décembre 2024    |
| 21. Réseaux transeuropéens                                          | Efforts plus approfondis nécessaires    | 22 avril 2013                | 30 mai 2013                | 22 juin 2015          | –                   |
| 22. Politique régionale et coordination des instruments structurels | Efforts considérables nécessaires       | 14 novembre 2012             | 18 décembre 2013           | 20 juin 2017          | –                   |
| 23. Appareil judiciaire et droits fondamentaux                      | Efforts plus approfondis nécessaires    | 26 mars 2012                 | 31 mai 2012                | 18 décembre 2013      | –                   |
| 24. Justice, liberté et sécurité                                    | Efforts plus approfondis nécessaires    | 28 mars 2012                 | 25 mai 2012                | 18 décembre 2013      | –                   |
| 25. Science et recherche                                            | Aucune difficulté majeure attendue      | 25 septembre 2012            | 25 septembre 2012          | 18 décembre 2012      | 18 décembre 2012    |
| 26. Éducation et culture                                            | Aucune difficulté majeure attendue      | 26 septembre 2012            | 16 novembre 2012           | 15 avril 2013         | 15 avril 2013       |
| 27. Environnement                                                   | Totalement incompatible avec les acquis | 4 février 2013               | 22 mars 2013               | 10 décembre 2018      | –                   |
| 28. Protection des consommateurs et de la santé                     | Efforts plus approfondis nécessaires    | 19 février 2013              | 16 avril 2013              | 16 décembre 2014      | –                   |
| 29. Union douanière                                                 | Aucune difficulté majeure attendue      | 24 mai 2013                  | 21 juin 2013               | 16 décembre 2014      | –                   |
| 30. Relations extérieures                                           | Aucune difficulté majeure attendue      | 14 mai 2013                  | 12 juin 2013               | 30 mars 2015          | 20 juin 2017        |
| 31. Politique étrangère, de sécurité et de défense                  | Aucune difficulté majeure attendue      | 17 mai 2013                  | 27 juin 2013               | 24 juin 2014          | –                   |
| 32. Contrôle financier                                              | Efforts considérables nécessaires       | 16 mai 2013                  | 19 juin 2013               | 24 juin 2014          | –                   |
| 33. Dispositions financières et budgétaires                         | Aucune difficulté majeure attendue      | 15 mai 2013                  | 27 juin 2013               | 16 décembre 2014      | –                   |
| 34. Institutions                                                    | Rien à adopter                          | –                            | –                          | –                     | –                   |
| 35. Autres                                                          | Rien à adopter                          | –                            | –                          | –                     | –                   |
| Progression                                                         |                                         | 33 sur 33                    | 33 sur 33                  | 33 sur 33             | 7 sur 33            |

### Question de l'euro
Pour des raisons historiques, le pays utilise l'euro sans toutefois être membre de la zone euro ou avoir signé de convention monétaire avec les instances européennes ; en cas d'adhésion, le pays a l'obligation d'adhérer à l'euro en passant par une procédure normée et en respectant des critères de convergence. Aucune solution définitive n'a été validée et le pays pourrait soit conserver l'euro, soit passer à une monnaie transitoire le temps que la procédure soit validée, soit valider simultanément la procédure d'adhésion à l'UE et celle à la zone euro.